# Елістер Ґордон
Елістер Ґордон (англ. Alastair Gordon, 8 грудня 1976) — австралійський академічний веслувальник.
Срібний призер Олімпійських Ігор 2000 року в складі вісімки.
Бронзовий призер Чемпіонату світу 1997 року в складі вісімки.